# Parc Nacional del Simien
El Parc Nacional del Simien és un dels parcs nacionals d'Etiòpia. Situat a l'àrea del Simien Gondar de la Regió Amhara, el seu territori cobreix les Muntanyes Simien i inclou Ras Dashan, el punt més alt d'Etiòpia. Està inscrit en la llista del Patrimoni de la Humanitat de la UNESCO des del 1978, i en perill des del 1996.
És la llar d'un nombre d'espècies en perill d'extinció, com el llop d'Etiòpia i l'íbex d'Etiòpia, una cabra salvatge que no es troba en cap altra part del món. El papió gelada i el caracal, un fèlid, també habiten dins de les muntanyes de Simien. Més de 50 espècies d'aus habiten al parc, incloent-hi l'impressionant trencalòs, amb una envergadura de 3 m.

## Clima i vegetació
El parc està situat en una regió de clima semiàrid, amb menys de 600 mm anuals de precipitació, distribuïdes de octubre a abril.
Es poden distingir tres tipus de vegetació en funció de l'altitud. En el nivell inferior, entre 3000 i 3300 metres, la vegetació original de cedres i podocarps ha sigut substituïda per cultius agrícoles, excepte en les zones menys accessibles. Dels 3300 metres fins als 4000, trobem en pocs enclaus també boscos de Brucs i sàlvia. El nivell superior està dominat per praderies semialpines, amb alguns afloraments rocosos.

## Fauna
Entre els mamífers que hi habiten, destaquen el Xacal d'Etiòpia, la cabra d'Abisini i el Papió Gelada. Totes tres espècies són endèmics del massís Etíop, i les dues primeres es troben en perill d'extinció.

## Conservació
Va ser un dels primers llocs en ser declarat Patrimoni de la Humanitat per la Unesco, l'any 1978. Degut a la davallada en la població de les espècies natives característiques, es va afegir a la Llista del patrimoni de la humanitat en perill l'any 1996, i l'any 2017 es va retirar gràcies a la millora de la gestió del parc i als esforços per controlar la pastura excessiva i l'impacte negatiu del turisme.
El parc natural es troba molt degradat; el 80% de la seva superfície ha sigut alterada i es troba en ús per activitats agrícoles i ramaderes.